# Турово (Вяземский район)
Турово — деревня в Вяземском районе Смоленской области России. Входит в состав Ермолинского сельского поселения. Население — 3 жителя (2007 год). 
Расположена в восточной части области в 19 км к востоку от Вязьмы, в 12 км южнее автодороги М1 «Беларусь», на берегу реки Жижала. В 8 км южнее деревни расположена железнодорожная станция Исаково на линии Вязьма — Калуга.
| 2007 | 2015 |
| ---- | ---- |
| 3    | ↘0   |

## История
В годы Великой Отечественной войны деревня была оккупирована гитлеровскими войсками в октябре 1941 года, освобождена в марте 1943 года. 